# Howard megye (Nebraska)
Howard megye az Amerikai Egyesült Államokban, azon belül Nebraska államban található. Megyeszékhelye és legnagyobb városa St. Paul. Lakosainak száma 6475 fő (2020. április 1.). Howard megye Greeley, Hall, Sherman, Merrick, Nance és Buffalo megyékkel határos.

## Népesség
A megye népességének változása:
| Lakosok száma | 6267 | 6310 | 6319 | 6355 | 6409 | 6475 |
|               | 2010 | 2011 | 2012 | 2013 | 2015 | 2020 |